# ريوسوكي يامادا
ريوسوكي يامادا (باليابانية: 山田涼介) هو موسيقي ومغني وممثل ياباني، ولد في 9 مايو 1993 بطوكيو في اليابان.

## وصلات خارجية
- ريوسوكي يامادا على موقع IMDb (الإنجليزية)
- ريوسوكي يامادا على موقع ميوزك برينز (الإنجليزية)
- ريوسوكي يامادا على موقع قاعدة بيانات الفيلم (الإنجليزية)